# Радханатх Свамі
Радханатх (а) Свамі ( Rādhānatha Svāmī IAST  ,англ. Radhanath Swami; ім'я при народженні — Річард Славін ,англ. Richard Slavin; народ. 7 грудня 1950, Чикаго, США) — американський крішнаїтський гуру, проповідник, письменник та громадський діяч; учень Бхактіведанти Свамі Прабгупади (1896—1977) та один із духовних лідерів Міжнародного товариства свідомості Крішни (ІСККОН).
Радханатх Свамі є засновником і духовним лідером Храму Радхі-Гопінатхі в Мумбаї, де навколо нього згуртувалася численна громада віруючих. В Індії Радханатх Свамі виступив натхненником низки великих благодійних проєктів: у 1998 році з його ініціативи було засновано благодійну Лікарню Бхактіведанти, а у 2004 році почала проводитись гуманітарна місія з безкоштовної роздачі вегетаріанських обідів дітям із незаможних сімей. За даними на 2012 рік, у рамках цієї місії крішнаїти щодня забезпечують гарячим харчуванням близько 260 000 дітей  .
Радханатх Свамі активно мандрує, виступаючи з темами вайшнавської духовності. Йому довелося зустрічатися з президентом США Бараком Обамою, президентами Індії Пратібхой Патіл і Пранабом Мукерджі, прем'єр-міністром Індії Нарендрой Моді. Радханатх Свамі виступав у Вестмінстерському палаці перед членами британського парламенту, у Гарвардському, Колумбійському та Стенфордському університетах, Массачусетському технологічному інституті, у штаб-квартирах Apple, Microsoft, Intel та Oracle  .
У 2008 році англійською мовою та в 2011 році російською вийшла у світ автобіографія Радханатха Свамі, під назвою «Подорож додому. Автобіографія американського йога».

## Біографія

### 1950-1970 гг. Ранні роки
Річард Славін народився 7 грудня 1950 року в Чикаго  . Він був другим із трьох синів у сім'ї середнього достатку  . Батьки Річарда, Адель і Джеральд Славін були дітьми єврейських емігрантів з Росії, Литви, Польщі та Румунії  . Вони виросли у скрутні часи Великої депресії і з ранніх років змушені були працювати, допомагаючи своїм батькам  . Після одруження, Джеральд спочатку відкрив дилерську фірму з продажу машин марки Ford, а пізніше - майстерню з ремонту автомобілів  . У 1955 році, коли Річарду було чотири роки, він разом із сім'єю переїхав до заможного передмістя Чикаго Хайленд-Парку, розташованого в мальовничій сільській місцевості  .
У дитинстві у Річарда виявилися схильності, які він пізніше назвав «слідами своїх минулих життів»  . Він не хотів приймати їжу за столом, вважав за краще сидіти на підлозі, як це заведено в Індії  . Коли батьки заборонили йому так робити, Річард почав їсти за столом стоячи  . Від вигляду м'яса та яєць його нудило, а після вживання м'ясної їжі — була блювота  . Кілька років він тяжко звикав до м'ясної дієти  . З ранніх років Річард усвідомив, що матеріалістичний спосіб життя ніколи не дасть йому задоволення  . Його приваблювали бідність і простота  .
Хоча батьки Річарда не були релігійними людьми, у нього з ранніх років прокинувся інтерес до релігії та духовних тем  . У 13 років він пройшов обряд бар-міцви (єврейського повноліття) і отримав настанови від місцевого рабина про те, як правильно молитися  . На своє тринадцятиріччя Річард отримав у подарунок від старшого брата Марті дебютний альбом фолк-тріо Peter, Paul and Mary  . У своїх піснях гурт виступав проти війни та соціальної несправедливості, але на Річарда особливе враження справили ті композиції, в яких Peter, Paul and Mary співали про Бога  .
У 1965 році Річард вступив до Дірфілдської школи , де знайшов багато друзів  . Весь період навчання він був одним із найкращих учнів у своєму класі  . Основним захопленням Річарда були боротьба  . Він увійшов до складу шкільної спортивної команди та виграв більшість поєдинків  . Однак, вивихнувши плече на великому змаганні, Річард вирішив покинути спорт  . У вільний від уроків час він разом із парою друзів працював автомийником  . Багато спілкуючись із чорношкірим населенням, Річард перейнявся ідеями руху Мартіна Лютера Кінга  .
Коли Річарду було 16 років, один із його близьких друзів загинув в автокатастрофі, що змусило юнака всерйоз замислитися над сенсом життя  . Тоді ж, наслідуючи приклад деяких зі своїх однолітків, Річард поринув у контркультуру хіпі,  відростив довге волосся і, бажаючи осягнути глибинний сенс життя, почав палити марихуану  . Жага пригод спонукала Річарда влітку 1968 року здійснити подорож автостопом до Каліфорнії   . Там він ночував на пляжах і відвідав тодішню мекку хіпі - парк Хейт-Ешбері в Сан-Франциско   .
В 1969 Річард вступив до Маямі-Дейд-коледжу  де в пошуках духовного досвіду вперше прийняв ЛСД і почав читати книги з релігії і філософії  . Хоча в коледжі Річард навчався відмінно, на той час він повністю розчарувався в матеріалістичних життєвих цінностях американців  . Міфу про стару Америку він більше не вірив  . Навчившись грати на губній гармоніці, Річард перейшов від наркотиків до музичних експериментів. Після прочитання низки книг зі східної філософії, він почав практикувати медитацію  . Спочатку Річард медитував на священний склад " Ом ", а потім зайнявся трансцендентальною медитацією, повторюючи в умі "куплену" за 35 доларів односкладову мантру  . Ця практика не принесла Річардові задоволення, але допомогла йому усвідомити необхідність знайти справжнього гуру  .
Влітку 1970, після закінчення першого року навчання в коледжі, Річард відвідав рок-фестиваль на острові Рендалс, в якому взяли участь Джімі Хендрікс та інші відомі музиканти та колективи того часу  . На фестивалі Річард зустрів крішнаїта, який дав йому буклет з фотографією Бхактіведанти Свамі Прабгупади, який співає мантру « Харе Крішна » під деревом у Томпкінс-сквер-парку  . Того ж літа Річард покинув навчання в коледжі і разом з парою своїх друзів-хіпі відправився в подорож Європою   .

### 1970 р. З Європи до Індії
Європою Річард подорожував разом зі своїм другом дитинства Гері Ліссом  . Грошей у юних хіпі практично не було, спали вони де доведеться, а харчувалися в основному хлібом і сиром  . На дорожні витрати Річард заробляв, граючи на губній гармоніці і просячи милостиню на вулиці  . В Амстердамі Річард знову зустрів крішнаїтів і прожив деякий час у комуні хіпі. В Англії він відвідав рок-фестиваль Isle of Wight на Острові Уайт, побачивши 30 серпня 1970 один з останніх виступів Джімі Хендрікса  .
Під час своїх мандрівок, Річард читав книги зі східної духовності та Біблію, яку привіз із собою з Америки  . Він любив відвідувати християнські церкви та монастирі, де не упускав можливості поговорити зі священиками та ченцями  . У Римі Річард зустрівся з ченцем- францисканцем, з яким у нього відбулася довга розмова про Ісуса Христа та взаємини християнства та іудаїзму  . Річард і Гері також побували на виступі папи у Ватикані і в розташованому в катакомбах монастирі, в якому католицькі ченці медитували серед скелетів своїх попередників, намагаючись таким чином усвідомити тлінність матеріального тіла  . Розлучившись на якийсь час зі своїм другом, Річард здійснив паломництво в Ассизі, відвідавши місця, пов'язані з життям великого католицького святого Франциска Ассизького  .
В Афінах Річард і Гері спочатку заробляли на життя, здаючи кров, а потім, разом зі швейцарським скрипалем і французьким гітаристом, грали музику і збирали милостиню на вулиці  . Після того, як поліція заборонила їм робити це, конфіскувавши зароблені ними гроші, Річард і Гері вирушили на острів Кріт, де оселилися в печері на березі моря  . На той час Річарда вже мало цікавили безтурботний спосіб життя та ідеали хіпі  . Його все більше вабило до духовного життя  .
Одного ранку, Річард, медитуючи і молячись на вершині скелі, почув внутрішній голос, який закликав його вирушити до Індії. Того ж ранку внутрішній голос направив Гері до Ізраїлю. Розлучившись зі своїм другом, Річард вирушив у дорогу. Він не мав грошей і конкретного плану подорожі, але він твердо вірив у те, що зможе дістатися «країни, в якій на нього чекали відповіді на молитви»  .
Побачивши в Афінах двох хіпі, що також прагнули на Схід,  Річард вирушив разом з ними в Індію за популярним у той час серед хіпі маршрутом через Туреччину, Іран, Афганістан і Пакистан  . У Туреччину їх пустили з великими труднощами, тому що в цей час там вирувала епідемія холери  . Ледве не ставши жертвами бандитів у Стамбулі, вони продовжили свою подорож автобусом через Анкару до кордону з Іраном. У Тегеран вони прибули під час Рамадану. У Річарда прокинувся інтерес до ісламу і, розлучившись зі своїми друзями, залишився кілька днів у Мешхеді — важливому місці паломництва для мусульман-шиїтів  . У мавзолеї Імама Рези Річард зустрів освіченого мусульманина, який пояснив йому основи ісламу та мусульманські звичаї  .
Після прибуття в Афганістан, Річард провів кілька днів у Гераті, дебідна афганська родина запропонувала йому притулок у своєму будинку   . Тут Річард вперше пережив культурний шок, спостерігаючи за афганцями, щасливими незважаючи на убогість та злидні  . Після прибуття в Кандагар, Річард зустрів на вулиці сліпого хлопчика, який цілими днями безперервно співав пісні про любов до Бога  . Хлопчик цей здався Річарду найщасливішою людиною, яку він коли-небудь зустрічав  . Ця зустріч справила на Річарда глибоке враження і змусила його замислитися над природою щастя  . У Кандагарі Річард також пережив найсильніший наркотичний досвід у своєму житті, який спонукав його дати обітницю ніколи більше не вживати наркотиків  . У Кабулі його спробувала спокусити гарна голландська дівчина  . Річарду секс здався несумісним з духовними пошуками і він відкинув її претензії, поклявшись надалі зберігати целібат  .

### 1970-1972 гг. Індія: у пошуках гуру
В Індію Річард прибув у грудні 1970 року. Спостерігаючи за коровами, що вільно гуляли по Делі, він відчув огиду до м'яса і став вегетаріанцем  . У Делі Річард взяв участь у «Світовій конференції йоги», на яку зібралося понад 800 гуру, йогінів, мудреців та пандитів  . Річард зустрівся з відомим йогіном, засновником Гімалайського інституту Свамі Рамою  . Коли Річард попросив у нього благословень, Свамі Рама відповів, що духовний прогрес Річарда надалі має ґрунтуватися на спілкуванні зі святими особистостями, які допоможуть йому подолати всі перешкоди на духовному шляху  .
Річард також зустрівся зі Свамі Сатчіданандою — відомим учнем Свамі Шиваванди  . Свамі Сатчідананда пояснив Річарду основний сенс йоги і закликав його не шукати в людях недоліків, а завжди намагатися бачити хороші якості  . Сатчідананда благословив Річарда на те, щоб той «відкрив скарб свого серця»  . Річард також відвідав серію лекцій індійського гуру та філософа Джідду Крішнамурті, який був відомий тим, що міг відповісти на будь-яке запитання та розтрощити будь-який аргумент  . Від Крішнамурті Річард навчився тому, що в духовному житті не може бути місця поверхневості, що прив'язуючись до зовнішніх речей і ритуалів, людина може забути про основну мету духовної практики — очищення свого серця  .
Останній день конференції пройшов у Віг'ян-бхавані — найбільшому концертному залі в Нью-Делі  . На захід зібралося понад 3000 осіб  . До кінця церемонії закриття конференції далеко не всі сотні присутніх йогінів і гуру змогли отримали слово, через це все закінчилося лайкою і бійкою за право виступити біля мікрофона  .
У січні 1971 року в пошуках гуру Річард вирушив до Гімалаїв  . Після прибуття в Рішикеш він зупинився на кілька днів у « Товаристві божественного життя » — ашрамі, заснованому Свамі Шиванандою  . Річард багато спілкувався з учнем Шиваванди, Свамі Чіданандою, який очолив ашрам після смерті свого гуру  . Чідананда переконав Річарда в необхідності практики джапа-медитації - повторення мантр на чітках  . Річард знайшов самотнє місце на березі Ганги, де по вісім-десять годин на день повторював "Харе Крішна" та інші мантри  . Незабаром йому зустрівся непальський дід-садху, на прохання якого Річард викинув весь свій західний одяг у води Ганги і отримав натомість просте вбрання індуїстського відлюдника  . Садху благословив Річарда, сказавши, що надалі Ганга буде йому матір'ю  .
Вирішивши очистити своє існування, Річард почав практикувати суворі аскези  . Щодня, протягом місяця, зі сходу до заходу сонця він медитував сидячи на скелі посеред Ганги   . Харчувався він тільки сирими овочами, фруктами та горіхами  . Коли бажання грати на губній гармоніці стало відволікати Річарда від медитативної практики, він, довго не думаючи, викинув дорогу гармоніку у води священної річки  .
У Рішикеші Річард також познайомився з садху, який жив у печері на схилі пагорба  . Бачачи щирість американського юнака, Садху навчив Річарда новим технікам медитації  . На той час Річард виглядав як справжній індійський відлюдник, з тілом, схудлим від убогого харчування і з дредлоками на голові  .
Так і не знайшовши собі гуру в Гімалаях, Річард продовжив блукати Індією  . Якийсь час він жив серед шиваїтських садху в Варанасі і серед буддійських ченців у Бодх-Гаї — місці, де Будда досяг просвітлення  . Після прибуття в Бомбей Річард побачив плакат, що анонсував серію фестивалів за участю американських крішнаїтів і їх духовного вчителя — Бхактіведанти Свамі Прабгупади  . Того ж вечора Річард з цікавості прийшов на влаштовану крішнаїтами програму, де вперше почув лекцію Прабгупади  . Прабгупада і те, що він говорив, справило на Річарда велике враження  .
Гуру крішнаїтів давав лекції щодня протягом тижня  . Річард щоразу приходив ще до початку програми, сідав якомога ближче до Прабгупада і уважно слухав його  . Крішнаїти посилено проповідували своєму хіпі-співвітчизнику, але Річард ще не був готовий слухати їх  . Він вірив у те, що всі шляхи ведуть до Бога і не розумів, «навіщо потрібно слідувати цьому індійському гуру та групі його американських та індійських послідовників»  .
Розлучившись з крішнаїтами, Річард продовжив свої поневіряння Індією, подорожуючи «з ашраму в ашрам, від одного гуру до іншого»  . Через кілька місяців він опинився в Матхурі — святому для вайшнавів місці, де за переказами народився Крішна  . День приїзду Річарда в це священне місто збігся з днем явлення Крішни — Крішна-Джанмаштамі  . Річард на якийсь час оселився в розташованому неподалік Матхури священному селі Вріндаван, де, згідно з віруваннями індуїстів, Крішна провів своє дитинство  . У Вріндавані Річард зупинився в ашрамі відомого крішнаїтського гуру і духовного брата Прабгупади — Свамі Бона  .
Через кілька місяців, до Вріндавана з групою американських учнів приїхав Прабгупада  . Слухаючи лекції крішнаїтського гуру, Річард дійшов висновку, що гаудія-вайшнавська філософія була найдосконалішою і що Прабгупада був особистістю, яка по-справжньому любила Бога  . Особливе враження на Річарда справило те, з яким сильним релігійним почуттям Прабгупада співав бенгальські бхаджани  . У своєму серці Річард відчув, що Прабгупада був найвеличнішим гуру і святим, якого йому довелося зустріти за весь час своїх поневірянь Індією   . Прабгупада відповів на всі питання Річарда і підкріпив свої відповіді цитатами зі священних писань  . Річарду також здалося, що Прабгупада сам жив у повній відповідності до філософії, яку проповідував  . Проте, Річард і цього разу не наважився приєднатися до крішнаїтів і після від'їзду Прабгупади та його учнів залишився у Вріндавані  .

### 1972-1973 гг. Повернення до Америки. Прийняття духовної посвяти
Навесні 1972 року індійська влада відмовила Річарду в продовженні візи і він був змушений повернутися до Америки  . Провівши кілька тижнів у крішнаїтському храмі в Амстердамі і в Храмі Радхі-Крішни в Лондоні Річард повернувся до своїх батьків, які на той час переселилися з Чикаго в Маямі  . Незабаром він знову увійшов у контакт з крішнаїтами і вирушив до Нью-Йорка, де зустрівся з Прабгупадою, що зупинився в місті на кілька днів на шляху до Індії  . Річард хотів повернутися до Індії, але Прабгупада попросив його залишитися в Америці і, під керівництвом Кіртанананди Свамі, допомагати у розвитку громади Нью-Вріндаван  . Річард послухався поради і оселився в Нью-Вріндавані, де доглядав за коровами і читав у вільний від роботи час книги Прабгупади  . Переконаний викладеною в книгах філософією і особистим прикладом крішнаїтів, що жили в громаді, Річард остаточно вирішив прийняти Прабгупаду як свого гуру  . Влітку 1973 він поголив своє довге волосся і отримав від Прабгупади духовну посвяту і санскритське ім'я «Радханатха Даса», що означає «слуга Крішни, коханого Радхі »  .

### 1973-1986 гг. Нью-Вріндаван. Прийняття зречення
Наступні шість років Радханатх практично безвиїзно провів у Нью-Вріндавані, беручи участь у розвитку громади  . Життя на той час там було вкрай аскетичним  . Холодні зими крішнаїти проводили без опалення та гарячої води,  обмиваючись крижаною водою  . Радханатх суворо дотримувався вайшнавських духовних практик, пас корів і служив храмовим божествам  .
У першій половині 1980-х років Радханатх виступав з лекціями в ряді університетів Огайо та Пенсільванії та проводив курси вегетаріанської кухні  . На початку 1982 року лідер громади Кіртанананда Свамі запропонував Радханатху прийняти санньясу (уклад життя у зреченні)  . Спочатку Радханатх відхилив пропозицію, вважаючи, що пошана і повага, які за традицією отримували санньясини, перешкодять його духовному життю  . Однак, після умовлянь Кіртанананди та інших крішнаїтів, Радханатх погодився на цей крок  . Церемонія посвяти Радханатха у санньясу відбулася у травні 1982 року в Нью-Вріндавані  . Після прийняття зречення Радханатх отримав титул « свамі » і відтоді відомий під ім'ям «Радханатх Свамі»  .

### 1986-н. в. Місіонерська та благодійна діяльність
В 1983 Радханатх Свамі, вперше після багаторічної перерви здійснив паломництво в Індію, де зустрівся з деякими зі своїх старих друзів  . У 1986 році він обрав своєю базою Бомбей, де заснував Храм Радхі-Гопінатхі . Храм розташований в районі елітного бомбейського пляжу Чаупаті і користується величезною популярністю  . До його парафіян входять кілька тисяч представників бомбейської еліти  . Обов'язковою умовою для бажаючих стати ченцями та жити у храмі є наявність вищої освіти та досвіду роботи за професією  . Ченці з Храму Радхі-Гопінатхі регулярно проводять культурні програми більш ніж у 30 бомбейських університетах  .
У 1998 році з ініціативи Радханатха Свамі було засновано благодійну Лікарню Бхактіведанти  . Більше половини із трьохсот медиків лікарні є крішнаїтами  . Щороку лікарі лікарні Бхактіведанти проводять 600-700 безкоштовних операцій з видалення катаракти ока  .
У 2004 році з ініціативи Радханатха Свамі Храм Радхі-Гопінатхі почав проводити благодійну місію з безкоштовної роздачі вегетаріанських обідів дітям із незаможних сімей, які навчаються в бомбейських школах   . У перші місяці існування місії крішнаїти щодня забезпечували гарячими обідами близько 1500 школярів  . До 2012 року програма значно розширилась. Було побудовано чотири промислові кухні, оснащені сучасним обладнанням  . Це дозволило щодня годувати близько 260 000 дітей   .
У 2000-х роках з ініціативи Радханатха Свамі було засновано еко-общину «Говардхана» в Махараштрі  . 24 грудня 2011 року відбулася церемонія офіційної інавгурації громади, в якій взяли участь колишній міністр сільського господарства Махараштри Нана Сахеб Патіл та близько 150 найшанованіших парафіян храму Радхі-Гопінатхі  .
Радханатх Свамі активно подорожує, виступаючи на теми індуїзму та східної духовності   . Йому доводилося зустрічатися з президентом США Бараком Обамою, президентом Індії Пратібхой Патіл, виступати у Вестмінстерському палаці перед членами британського парламенту . Як запрошений оратор, Радханатх Свамі виступав у Гарвардському, Колумбійському та Стенфордському університетах, Массачусетському технологічному інституті, в штаб-квартирах таких корпорацій, як Apple, Microsoft, Intel та Oracle  .

### 1994-н. в. Діяльність у керівництві ІСККОН
У 1987 році рішенням Керівної ради громада Нью-Вріндаван була виключена з ІСККОН. Наступного року з ІСККОН було також виключено всіх членів громади, які залишалися вірними Кіртанананде Свамі. До них належав і Радханатх Свамі. У 1994 році Радханатх Свамі і керований ним Храм Радхі-Гопінатхі були офіційно прийняті назад в ІСККОН. У тому ж році Радханатх Свамі став одним із лідерів організації, почавши виконувати обов'язки члена Керівної ради та ініціюючого гуру  .
У 1990-і — 2000-і роки Радханатх Свамі керував ІСККОН у Махараштрі (1995—2010), Гоа (2002—2010), Дамані та Діу (2002—2010), Західній Вірджинії (1995—2007). ), Кентуккі (1998-2007), Італії (2002-нині) і в Белгаумі (1995-2010)  .

## Подорож додому. Автобіографія американського йога

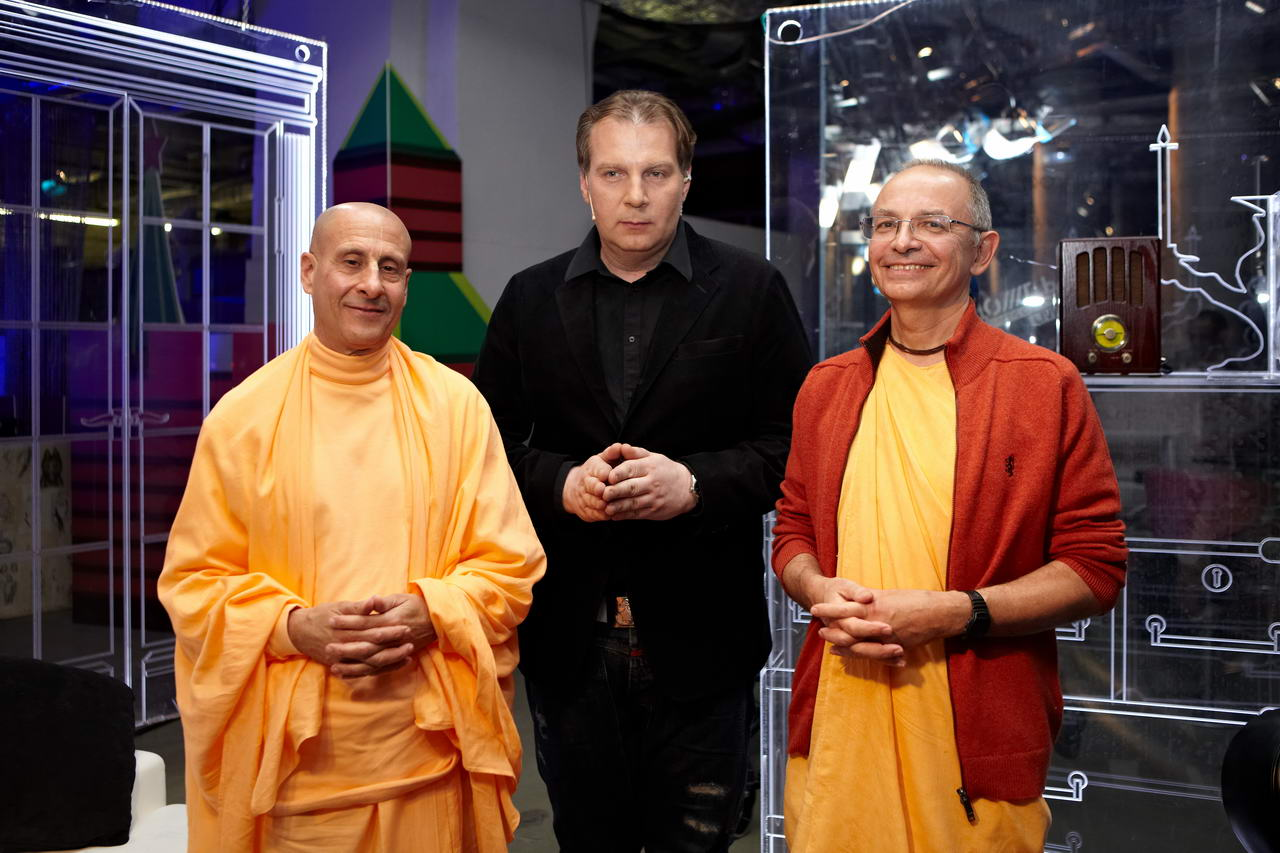
Радханатх Свамі, Алекс Дубас та Бхакті Віг'яна Госвамі у студії телеканалу « Дождь »

У 2008 році вийшла у світ автобіографія Радханатха Свамі, під назвою The Journey Home: Autobiography of an American Swami . Френсіс Ксавієр Клуні у своїй рецензії на книгу зазначив:
|  | Як і в багатьох інших духовних автобіографіях, зовнішні події та деталі виявляються тлом для внутрішнього пошуку автора. Під час своєї подорожі автор стає смиренним, вчиться бути жебраком, проходить через серію випробувань, які штовхають його до того, щоб жити тільки однією вірою. Але як і будь-який паломник, він не усвідомлює всього цього поки знаходиться в дорозі,— тільки озираючись назад, він бачить, як весь цей час Бог тихо і наполегливо вів його до Себе. |

Книга перекладена і видана хінді, маратхи, гуджараті, каннада, телугу, тамільською та російською мовами. У російському перекладі книга вийшла у серпні 2011 року під назвою «Подорож додому. Автобіографія американського йога».

Презентацію гуджаратського видання книги провів у листопаді 2011 тодішній перший міністр штату Гуджарат Нарендра Моді (у 2014 році він став прем'єр-міністром Індії )   . На церемонії презентації Моді виступив із 26-хвилинною промовою. Він, зокрема, заявив, що «істинною ідентичністю Індії є духовність» і що охочі осягнути її мають здійснити подорож до різних куточків Індії. При цьому Моді порівняв духовну подорож Радханатха Свамі з паломництвами таких постатей, як Мірабай, Вівекананда та Рамакрішна  . Моді також зазначив, що
|  | у той час як на Заході переважає філософія «Їж, пий і веселись», Індія проповідує жертовність і життя в дусі філософії «терпимості, прийняття та поваги». Тільки індійська духовна спадщина може допомогти вирішити такі проблеми, як тероризм і глобальне потепління. Ми повинні прийняти цю спадщину і навчитися пишатися нею. |